# Alex Kapranos

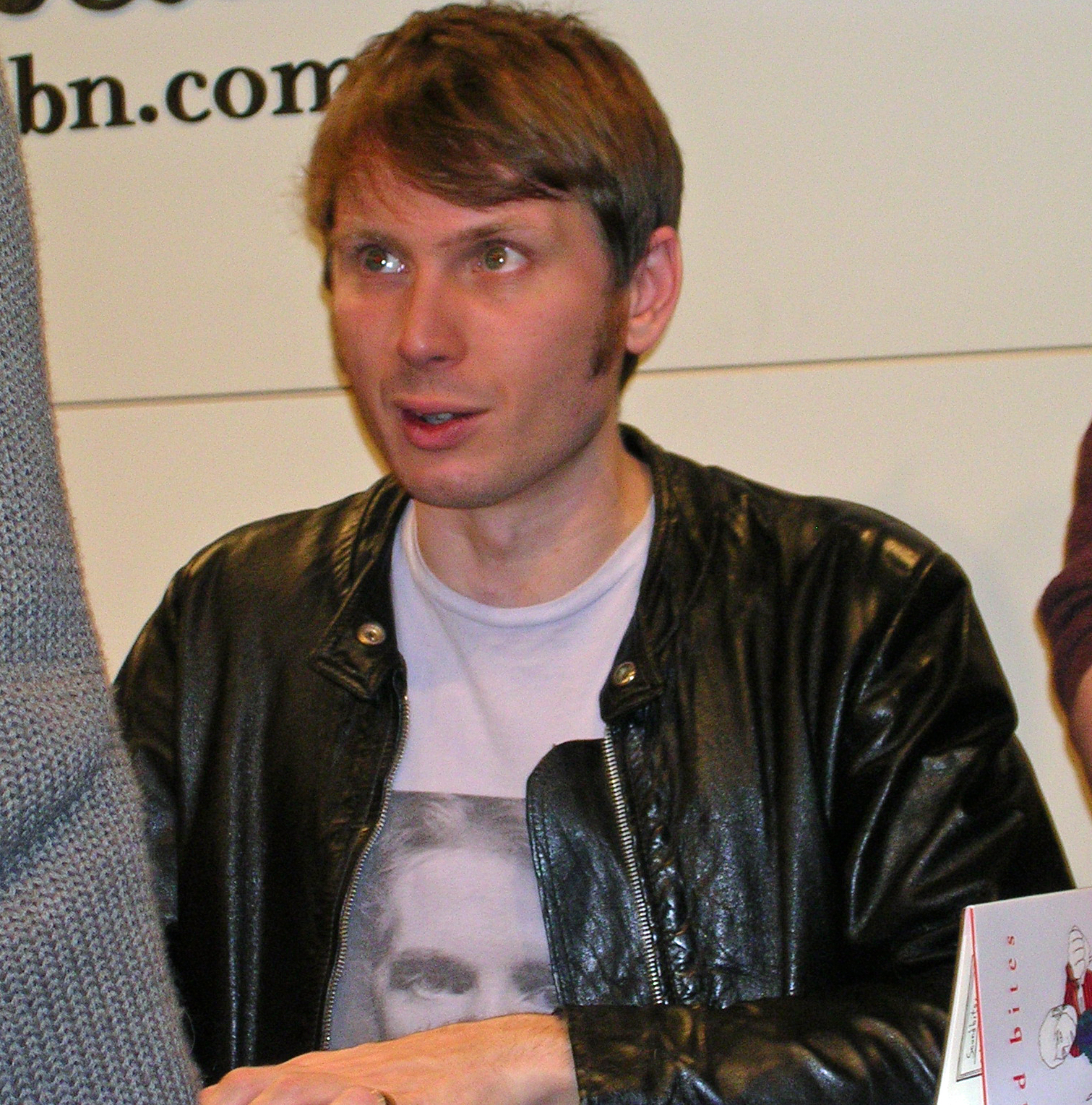
Alexander Kapranos

Alexander Paul Kapranos (Almondsbury (Gloucestershire), 20 maart 1972) is zanger en gitarist bij de Schotse rockband Franz Ferdinand. Hij is de zoon van een Griekse vader en een Britse moeder.
Lange tijd ging hij door het leven als Alex Huntley -Huntley is de geboortenaam van zijn moeder- omdat Kapranos nogal etnisch getint is en hij geen zin had om racistische opmerkingen over zijn naam te horen en gediscrimineerd te worden. Later nam hij toch weer de naam van zijn vader over, toen de mentaliteit in Glasgow tegenover mensen van vreemde afkomst verbeterde.
Hij studeerde Engelse literatuur aan de universiteit in Glasgow.
Voor hij met Franz Ferdinand begon, speelde hij bij The Yummy Fur en de jazzband The Karelia.
- Bibsys: 5071916
- Bibliothèque nationale de France: cb169587500 (data)
- Gemeinsame Normdatei: 135401321
- International Standard Name Identifier: 0000 0003 6862 6061
- Library of Congress Control Number: n2005083550
- MusicBrainz: 262b08bd-539c-43b4-9dbf-1d85d25e79b8
- Nationale Bibliotheek van Tsjechië: xx0136680
- Réseau des bibliothèques de Suisse occidentale: 02-A025477771
- Virtual International Authority File: 20851586
- WorldCat: E39PBJgd8whBM3RX9HBG9DfTHC